# Massachusetts Route 1A

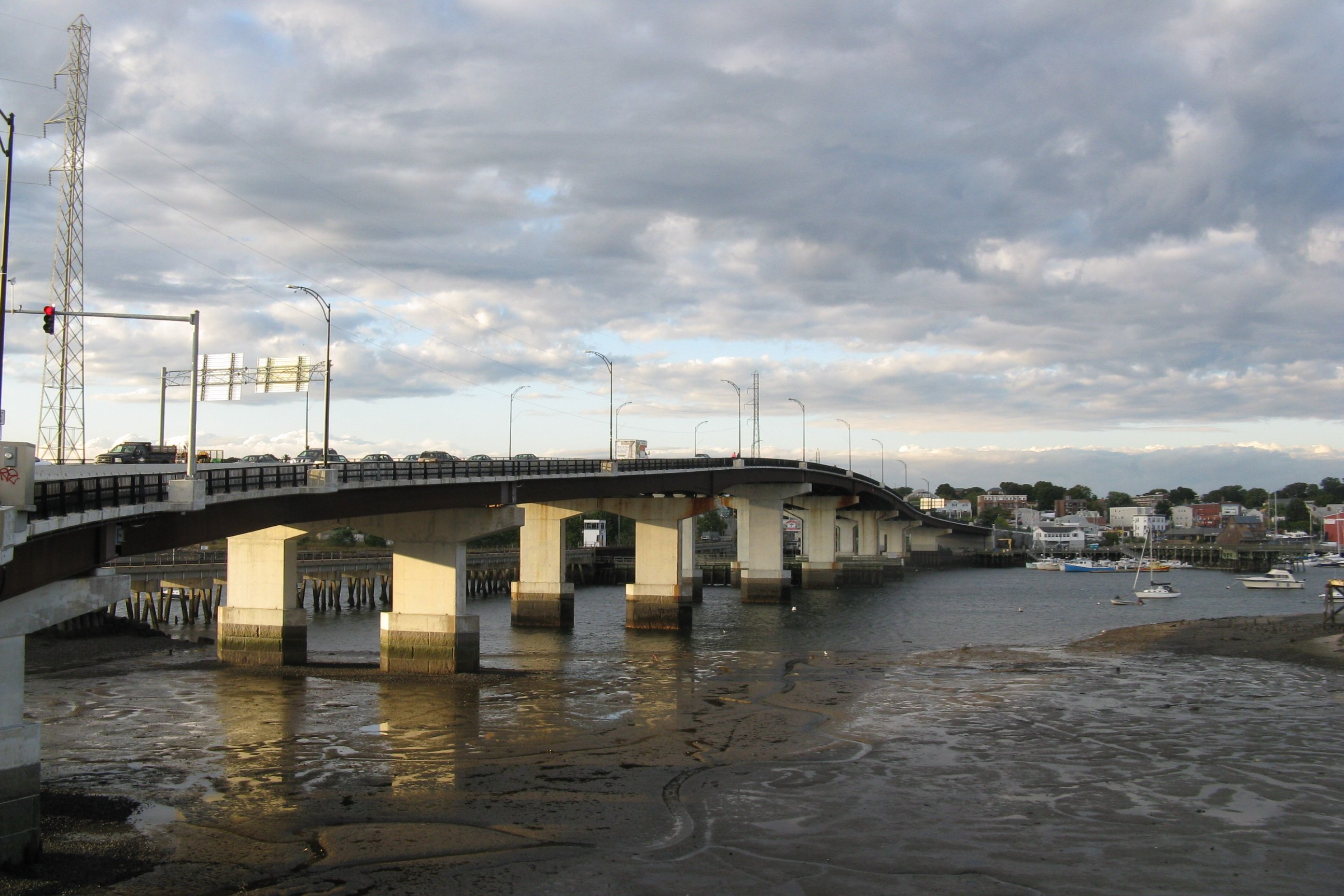
Die Veterans Memorial Bridge am Eingang nach Beverly

Die Massachusetts Route 1A ist eine in Nord-Süd-Richtung verlaufende State Route im Bundesstaat Massachusetts der Vereinigten Staaten. Sie ist als alternative Strecke zum U.S. Highway 1 ausgelegt und in ihrem Verlauf teilweise mit diesem identisch, weshalb die Route 1A zweifach unterbrochen und nicht kontinuierlich ausgewiesen ist. Aufgrund der Neuordnung durch den Big Dig auf dem Stadtgebiet von Boston ist die Strecke dort ebenfalls unterbrochen. Die älteren Tunnel von und nach East Boston verfügen über Kreuzungen zur I-93 und Straßenverbindungen zu einem Punkt nördlich der Stelle, wo die nicht als solche ausgewiesene Route 1A von der Route 1 im Bostoner Stadtzentrum abzweigt. Eine Verbindung zur Route 1A ist über die I-90 und den neueren Ted-Williams-Tunnel möglich.

## Streckenverlauf

### Teil 1: Attleboro
Ein kurzes, 1,8 mi (2,9 km) langes Teilstück der Route 1A in Attleboro erstreckt sich vom U.S. Highway 1A an der Grenze nach Rhode Island über eine Kreuzung mit der I-95, um sich dann in Richtung Norden zu wenden und mit dem U.S. Highway 1 zu vereinen. Die beschriebene Strecke ist als Newport Avenue ausgewiesen.

### Teil 2: Von North Attleborough nach Dedham
Dieses Segment der Route 1A erstreckt sich nordwärts von North Attleborough nach Dedham. Die Strecke verläuft dabei durch die Städte Plainville, Wrentham, Norfolk, Walpole, Norwood und Westwood.

### Teil 3: Von Boston nach Salisbury
Dieses Teilstück verläuft von Boston nach Salisbury. Die Strecke beginnt am U.S. Highway 1 an der ehemaligen Kreuzung Government Center/Logan International Airport mit der I-93 und Massachusetts Route 3. Sie verläuft von dort nördlich durch den Callahan-Tunnel (mautfrei) und südlich durch den Sumner-Tunnel (mautpflichtig), um nach der Abfahrt zum Logan Airport zum East Boston Expressway zu werden. Gleich nach dem Flughafen endet die I-90 an der Route 1A.
Die Strecke führt als autobahnähnliche Straße weiter durch Revere vorbei an Suffolk Downs und dem Wonderland Greyhound Park nach Lynn. Dort ist die Strecke zunächst für 1,5 mi (2,4 km) identisch mit dem Lynnway und stark befahren. Anschließend ist die Strecke für 1 mi (1,6 km) identisch mit der Massachusetts Route 129, bevor sie als Paradise Road nach Swampscott führt. Am Vinnin Square geht es als Loring Avenue weiter nach Salem, um dann auf der Lafayette Street identisch zur Massachusetts Route 114 zu verlaufen. An der Kreuzung zur Derby Street biegt die Route 1A nach rechts ab, um kurz darauf als Hawthorne Boulevard wieder nach links abzubiegen. Von dort führt die Strecke weiter über die Winter Street und die Bridge Street nach Beverly.
In der Stadt folgt die Strecke den Hauptstraßen im Stadtzentrum und wendet sich dann nordwärts durch Wenham, Hamilton und Ipswich, wo sie zum größten Teil identisch zur Massachusetts Route 133 ist, bis sie Rowley erreicht. Dort führt sie weiter durch Newbury, um sich in Newburyport mit dem U.S. Highway 1 zu vereinen und über den Merrimack River in das Stadtzentrum von Salisbury zu führen. Die Strecke endet schließlich am Salisbury Beach an der Grenze zu New Hampshire, von wo aus sie als New Hampshire Route 1A weiterführt.

## Wichtige Straßenverbindungen
| County                     | Ort                | Entfernung          | Verbindung zur                                     | Bemerkungen |
| -------------------------- | ------------------ | ------------------- | -------------------------------------------------- | --- |
| Bristol                    | Attleboro          | 0 mi (0 km)         | U.S. Highway 1A                                    | Südliches Ende der Massachusetts Route 1A, Weiterführung nach Rhode Island als U.S. Highway 1A |
| Bristol                    | Attleboro          | 0,4 mi (0,6 km)     | I-95                                               | Ausfahrten 2A und 2B |
| Bristol                    | Attleboro          | 1,7 mi (2,7 km)     | Route 123                                          | Zum U.S. Highway 1 nach Süden über die Route 123 Richtung Westen |
| Bristol                    | Attleboro          | 1,8 mi (2,9 km)     | U.S. Highway 1 North                               | Nördliches Ende des ersten Teilstücks der Route 1A |
| Unterbrechung des Highways |                    |                     |                                                    | |
| Bristol                    | North Attleborough | 7,1 mi (11,4 km)    | U.S. Highway 1                                     | Südliches Ende des zweiten Teilstücks der Route 1A |
| Norfolk                    | Plainville         | 8 mi (12,9 km)      | Route 106                                          | Westliches Ende der Route 106 |
| Norfolk                    | Wrentham           | 10,6 mi (17,1 km)   | Interstate 495                                     | Ausfahrt 15 |
| Norfolk                    | Wrentham           | 11,4 mi (18,3 km)   | Route 121                                          | Östliches Ende der Route 121 |
| Norfolk                    | Wrentham           | 12,8 mi (20,6 km)   | Route 140                                          | |
| Norfolk                    | Norfolk            | 15,1 mi (24,3 km)   | Route 115                                          | |
| Norfolk                    | Walpole            | 19,7 mi (31,7 km)   | Route 27                                           | Zum bzw. zur über die Route 27 in südlicher Richtung |
| Norfolk                    | Dedham             | 27,1 mi (43,6 km)   | Providence Highway (früher U.S. Highway 1)         | Nördliches Ende des zweiten Teilstücks der Route 1A. Anschlussverbindungen zur , und zum |
| Unterbrechung des Highways |                    |                     |                                                    | |
| Suffolk                    | Boston             | 47,7 mi (76,8 km)   | Interstate 93 U.S. Highway 1 Massachusetts Route 3 | Südliches Ende des dritten Teilstücks der Route 1A. Anschlussverbindungen zur I-93 (Central Artery, Ausfahrt 24). Kein Zugang zur Route 1A von der I-93 Richtung Norden; kein Zugang zur I-93 Richtung Süden von der Route 1A. Für diese Verbindungen muss der Massachusetts Turnpike genutzt werden. |
| Suffolk                    | Boston             | 49,4 mi (79,5 km)   | Massachusetts Turnpike                             | Östliches Ende der I-90. Kein Zugang von der I-90 auf die Route 1A Richtung Süden. Richtung Logan International Airport. |
| Suffolk                    | East Boston        | 49,7 mi (80 km)     | Route 145                                          | Südliches Ende der Route 145 |
| Suffolk                    | Revere             | 50,0 mi (80,5 km)   | Route 145                                          | Teilverbindung; Ausfahrt Richtung Norden, Zufahrt Richtung Süden. |
| Suffolk                    | Revere             | 52,1 mi (83,8 km)   | Route 16 Route 60                                  | Östliches Ende der Route 16 sowie der Route 60 |
| Essex                      | Lynn               | 58,3 mi (93,8 km)   | Route 129                                          | |
| Essex                      | Salem              | 61,8 mi (99,5 km)   | Route 114 Ost                                      | Südliches Ende des identischen Verlaufs der Route 1A / Route 114 |
| Essex                      | Salem              | 62,8 mi (101,1 km)  | Route 114 West                                     | Nördliches Ende des identischen Verlaufs der Route 1A / Route 114 |
| Essex                      | Salem              | 63,4 mi (102 km)    | Route 107                                          | Nördliches Ende der Route 107 |
| Essex                      | Beverly            | 64,6 mi (104 km)    | Route 22 Route 127                                 | Südliches Ende der Route 22 und Route 127 |
| Essex                      | Beverly            | 65,5 mi (105,4 km)  | Route 62                                           | |
| Essex                      | Beverly            | 66,9 mi (107,7 km)  | Route 97                                           | Südliches Ende der Route 97 |
| Essex                      | Beverly            | 67,1 mi (108 km)    | Route 128                                          | Ausfahrten 20A und 20B |
| Essex                      | Ipswich            | 75,1 mi (120,9 km)  | Route 133 Ost                                      | Südliches Ende des identischen Verlaufs der Route 1A / Route 133 |
| Essex                      | Rowley             | 79,1 mi (127,3 km)  | Route 133 West                                     | Nördliches Ende des identischen Verlaufs der Route 1A / Route 133 Verbindung zum U.S. Highway 1 |
| Essex                      | Newburyport        | 87,7 mi (141,1 km)  | Route 113                                          | Östliches Ende der Route 113 |
| Essex                      | Newburyport        | 88,1 mi (141,8 km)  | U.S. Highway 1 Süd                                 | Südliches Ende des identischen Verlaufs des U.S. Highway 1 und der Route 1A |
| Essex                      | Salisbury          | 90,1 mi (145 km)    | U.S. Highway 1 Nord Route 110                      | Nördliches Ende des identischen Verlaufs des U.S. Highway 1 und der Route 1A Östliches Ende der Route 110. |
| Essex                      | Salisbury          | 94,26 mi (151,7 km) | NH Route 1A                                        | Nördliches Ende der Route 1A, Weiterführung nach New Hampshire als New Hampshire Route 1A |